# Hermína Melicharová
Hermína Melicharová, rozená Forštová, (25. července 1923, Brandýs nad Labem – 7. února 2000, Praha) byla česká malířka, grafička a ilustrátorka.

## Život
Absolvovala gymnázium. V letech 1940–1943 a 1945–1947 vystudovala užitou grafiku a ilustraci na Vysoké školy uměleckoprůmyslové v Praze v ateliéru Jaroslava Bendy a Antonína Strnadela. Nejdříve vyučovala výtvarnou výchovu na gymnáziu v Praze.
Od 60. let pracovala ve svobodném povolání. Byla členkou Svazu československých výtvarných umělců a Českého fondu výtvarného umění.

## Dílo
Věnovala se zejména knižní grafice, typografii a ilustracím knih. Její dílo tvoří dvě desítky titulů ilustrovaných knih a mnoho dalších graficky upravených. Spolupracovala zejména s nakladatelstvími Odeon, Československý spisovatel a Orbis (později Panorama). Příležitostnou grafiku tvořila také pro Lyru pragensis.
Studovala orientální filozofii a grafiku, a proto ráda graficky upravovala knihy s touto tematikou.